# Панама (фільм)
«Панама» (серб. «Панама») — сербський драматичний фільм, знятий дебютантом Павлем Вучковичем. Світова прем'єра стрічки відбулась 16 травня 2015 в секції «Спеціальні покази» Каннського кінофестивалю. Також фільм показали в головному конкурсі 45-го Київського міжнародного кінофестивалю «Молодість».

## У ролях
- Славен Дошло — Йован
- Йована Стоількович — Мая
- Більяна Мішич — Саня
- Єлизавета Орашанін — Міліца
- Небойша Мілованович — професор
- Тамара Драгічевич — Сандра
- Мілош Пьєвач — Мілан

## Визнання
| Нагороди та номінації фільму «Панама» | Нагороди та номінації фільму «Панама»           | Нагороди та номінації фільму «Панама»       | Нагороди та номінації фільму «Панама» | Нагороди та номінації фільму «Панама» | Нагороди та номінації фільму «Панама» |
| Рік                                   | Кінопремія / Кінофестиваль                      | Категорія / Нагорода                        | Номінант                              | Результат                             |                                       |
| ------------------------------------- | ----------------------------------------------- | ------------------------------------------- | ------------------------------------- | ------------------------------------- | ------------------------------------- |
| 2015                                  | Каннський кінофестиваль                         | «Золота камера» за найкращий дебютний фільм | «Панама»                              | Номінація                             |                                       |
| 2015                                  | Сараєвський міжнародний кінофестиваль           | «Серце Сараєва» за найкращий фільм          | «Панама»                              | Номінація                             |                                       |
| 2015                                  | Київський міжнародний кінофестиваль «Молодість» | «Скіфський олень» за найкращий фільм        | «Панама»                              | Номінація                             |                                       |